# Hypodontie
 (novembre 2010).
Si vous disposez d'ouvrages ou d'articles de référence ou si vous connaissez des sites web de qualité traitant du thème abordé ici, merci de compléter l'article en donnant les références utiles à sa vérifiabilité et en les liant à la section « Notes et références ».

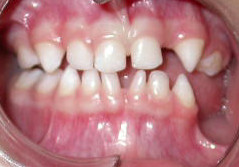
Hypodontia absence de développement des dents.

En dentisterie, l’hypodontie est la situation dans laquelle il manque des dents à une personne par suite de leur absence de développement. On réserve généralement le terme d'hypodontie à une situation où le nombre de dents manquantes est de 6 dents ou moins, à l'exclusion des troisièmes molaires ou dents de sagesse. molaires manquantes chez 9 à 30 % de la population. En dentition primaire, le maxillaire est le plus souvent touché, les dents manquantes étant le plus souvent les incisives latérales.
Lorsqu'il manque plus de six dents (à l'exclusion des dents de sagesse), on préfère parler d'oligodontie. Si toutes les dents sont manquantes, (de lait et/ou définitives), on parle d'anodontie (en). Une situation similaire est celle de l'hyperdontie, dans laquelle il y a plus de dents que le nombre habituel.

## Prévalence
Chez les Caucasiens, les dents le plus souvent absentes sont les dents de sagesse (25 à 35 % des cas), les incisives latérales supérieures (2 %) les deuxièmes prémolaires inférieures (3 %), ou supérieures, avec quatre femmes touchées pour un homme. La prévalence de l'absence de dents primaires se trouve chez de 0,1 à 0,9 % des gens, avec un ratio homme/femme de 1. En dehors des troisièmes molaires, l'hypodontie de la dentition permanente touche de 3,5 à 6,5 % des gens.
30 à 50 % des personnes ayant des dents de lait manquantes ont aussi des dents manquantes dans leur dentition permanente.

## Étiologie
La cause de dents manquantes isolées reste incertaine, mais elle semble associée à des facteurs génétiques ou environnementaux au cours du développement dentaire. On a rapporté que le nombre de cas augmentait avec l'âge maternel, le faible poids de naissance, les naissances multiples et l'infection par le virus de la rubéole pendant la vie embryonnaire.
Il existe une corrélation possible entre agénésie dentaire et innervation. [2] [3] [4] [5] [6] Une relation a également été postulée entre anomalies du tronc cérébral et la présence d'une agénésie [7].
L'hypodontie est souvent familiale et peut également être associée à des troubles génétiques comme le syndrome de Christ-Siemens-Touraine (dysplasie ectodermique) ou le syndrome de Down. l'hypodontie peut également être observée dans les cas de fissures labiales et palatines.
Parmi les autres causes possibles on peut citer des causes génétiques, hormonales, environnementales et infectieuses.
Des causes génétiques impliquent les gènes MSX1, PAX9, AXIN2 et EDA. [8] [9] En outre la fréquence accrue des hypodonties chez les jumeaux et chez les jumeaux de faible poids de naissance suggère que l'environnement au cours de la grossesse sont responsables d'hypodontie. [11] [12]
L'étiologie peut être due à des défauts hormonaux : Hypoparathyroïdie idiopathique et pseudohypoparathyroïdie [13] [14] Cette possibilité peut dépendre d'une candidose (candidose, syndrome endocrinopathie candida) [15] [16] [17].
L'environnement peut jouer un rôle avec l'exposition aux PCB (ex. dioxine) [18], [19] [20] aux rayonnements, [21] [22] [23] [24] aux agents de chimiothérapie [25], l'exposition aux agents allergisants [26] et de syndrome de Lyell [27].
Parmi les causes infectieuses d'hypodontie, on citera la rubéole [28] et la candidose [29]
Le Journal de l'Association dentaire américaine a publié des données préliminaires suggérant une association statistique entre hypodontie des dents permanentes et cancer ovarien épithélial (COE). L'étude montre que les femmes ayant un COE sont 8,1 fois plus susceptibles d'avoir une hypodontie que les femmes sans COE. Elle suggère donc que l'hypodontie puisse servir de « marqueur » pour le risque de COE chez les femmes [30].